# Listă de reptile din România
În România trăiesc peste 30 de specii și subspecii de reptile. Deși puține la număr față de regiunile tropicale, reptilele din România trăiesc în variate biotopuri. În pădurile de câmpie din zona stejarului se întâlnesc gușterul, șopârla de pădure, șopârlița de frunzar, șarpele de alun, șarpele lui Esculap, uneori și șarpele rău (în silvostepă). În pădurile din zona fagului și cele de conifere se adăpostesc șopârla de câmp, șopârla de munte, șarpele de alun, șarpele lui Esculap, năpârca și vipera comună. În golurile alpine înierbate trăiesc șopârla de munte, iar în pâlcurile de jnepeni, vipera. În stâncăriile montane  și  în rămășițele  de  munți  sau  pereții   calcaroși  dobrogeni se întâlnesc șopârla de ziduri, însoțită de prădătorul său șarpele rău. În stepă trăiesc șopârlă de stepă, șopârla verde de stepă, șarpele rău, balaurul dobrogean și vipera de fâneață. În stepă, prin viroage stâncoase cu vegetație de arbuști sau mărăcini, de preferință pe lângă o apă trăiește gușterul vărgat. În stepă, pădure, regiunile stâncoase se întâlnesc țestoasa de uscat dobrogeană (în Dobrogea) și țestoasa de uscat bănățeană (în Oltenia). Dunele de nisip de pe grindurile litorale, cu vegetație de sărătură și euforbii, sunt populate de șopârla de nisip și de șopârlă de grind. În stepa nisipoasă din Dobrogea a fost semnalat șarpele de nisip. Malurile bălților și apelor, de la nivelul mării și până în zona fagului, sunt locuite de șarpele de casă și șarpele de apă. În toate apele stătătoare se întâlnește broasca țestoasă de apă. 

## OrdinulTestudines

### SubordinulCryptodira

#### FamiliaEmydidae
- Emys orbicularis (Linnaeus, 1758) = Țestoasa de apă
- Trachemys scripta scripta (Schoepff, 1792) = Țestoasă de Florida cu tâmple galbene - Subspecie introdusă în România din America.
- Trachemys scripta elegans (Wied, 1836) = Țestoasă de Florida cu tâmple roșii - Subspecie introdusă în România din America. [1] [2]

#### FamiliaTestudinidae
- Testudo graeca ibera Pallas 1814 = Țestoasa de uscat dobrogeană, Țestoasă de uscat
- Testudo hermanni boettgeri Mojsisovics, 1889 = Țestoasa de uscat bănățeană, Țestoasă de uscat - În România se întâlnește subspecia Testudo hermanni boettgeri, deși în literatura de specialitate se mai păstrează denumirea de Testudo hermanni hermanni Gmelin 1789 (care de fapt se întâlnește vestul Europei).

#### FamiliaCheloniidae
- Caretta caretta caretta (Linnaeus, 1758) = Țestoasa de mare - În Marea Neagră a fost găsit un singur exemplar, aruncat de valurile mării la 29.III.1937 în dreptul Capului Caliacra.

## OrdinulSquamata

### SubordinulSauria

#### InfraordinulScincomorpha

##### FamiliaScincidae
- Ablepharus kitaibelii stepaneki Fuhn 1970  = Șopârlița de frunzar - Descrisă de Fuhn și Vancea ca Ablepharus kitaibelii fitzingeri. De fapt Ablepharus kitaibelii fitzingeri este răspândită în Slovacia și Ungaria, iar Ablepharus kitaibelii stepaneki în România și Bulgaria

##### FamiliaLacertidae
- Lacerta agilis agilis, Linnaeus, 1758 = Șopârla de câmp
- Lacerta agilis euxinica Fuhn et Vancea, 1961  = Șopârlă de grind - Validitatea taxonului este contestată, Lacerta agilis euxinica fiind considerată de unii autori ca o denumire sinonimă a subspeciei Lacerta agilis chersonensis
- Lacerta agilis chersonensis Andrzejowski, 1832 = Șopârlă de stepă,  Șopârla de câmp
- Lacerta diplochondrodes dobrogica Fuhn & Mertens, 1959 = Gușterul vărgat
- Lacerta viridis viridis (Laurenti 1768) = Gușterul
- Lacerta viridis meridionalis Cyrén 1933 = Gușterul sudic
- Podarcis muralis muralis (Laurenti 1768) sau Lacerta muralis muralis (Laurenti, 1768)  = Șopârla de ziduri
- Podarcis muralis maculiventris (Werner 1891) sau Lacerta muralis aff. maculiventris, Werner 1891 = Șopârla de ziduri
- Podarcis tauricus tauricus (Pallas 1814) sau Lacerta taurica taurica Pallas, 1811 = Șopârlă de iarbă, Șopârlă dobrogeană, Șopârlă dobrogeană de stepă, Șopârla taurică, Șopârla verde de stepă, Șopârla de stepă
- Zootoca vivipara (Lichtenstein, 1823) sau Lacerta vivipara Jacquin, 1787 = Șopârla de munte
- Darevskia pontica (Lantz & Cyrén, 1919) sau Darevskia praticola pontica (Lantz and Cyrén, 1919), Lacerta praticola pontica Lantz et Cyrén, 1919   = Șopârla de pădure,  Șopârla de luncă
- Eremias arguta deserti (Gmelin 1789) = Șopârla de nisip

#### InfraordinulAnguimorpha

##### FamiliaAnguidae
- Anguis colchica (Nordmann, 1840) sau Anguis fragilis colchicus (Nordmann, 1840), Anguis fragilis colchica (Nordmann 1840) = Năpârca, Șarpe de rouă

### SubordinulSerpentes

#### InfraordinulHenophidia

##### FamiliaBoidae
- Eryx jaculus turcicus (Olivier 1801) = Șarpe de nisip, Boa de nisip

##### FamiliaColubridae
- Natrix natrix natrix (Linnaeus 1758) = Șarpele de casă
- Natrix tessellata (Laurenti, 1768) = Șarpele de apă
- Dolichophis caspius (Gmelin, 1789) sau Coluber jugularis caspius Gmelin, 1789  = Șarpele rău, Șarpele cu abdomenul galben
- Elaphe sauromates (Pallas, 1811) sau Elaphe quatuorlineata sauromates (Pallas, 1814) = Balaur, Balaur dobrogean, Șarpele cu patru dungi răsăritean
- Zamenis longissimus (Laurenti, 1768) sau Elaphe longissima longissima (Laurenti, 1768)  = Șarpele lui Esculap
- Coronella austriaca austriaca (Laurenti 1768) = Șarpele de alun

##### FamiliaViperidae
- Vipera ammodytes ammodytes (Linnaeus 1758) = Vipera cu corn, Vipera cu corn bănățeană
- Vipera ammodytes montandoni Boulenger 1904 = Vipera cu corn dobrogeană
- Vipera berus berus (Linnaeus 1758) = Vipera, Vipera comună
- Vipera berus bosniensis (Boettger, 1889) = Viperă bosniacă - prezența în România discutabilă
- Vipera nikolskii sau Vipera berus nikolskii (Vedmederya, Grubant & Rudajewa 1986) = Vipera lui Nikolsky
- Vipera renardi renardi (Christoph 1861)  sau Vipera ursinii renardi (Cristoph, 1861)  = Vipera de stepă Renard - prezența în România discutabilă, unii autori consideră populațiile din România ca aparținând subspeciei Vipera ursinii moldavica
- Vipera ursinii rakosiensis Méhely, 1894  = Vipera de fâneață
- Vipera ursinii moldavica Nilson, Andrén & Joger, 1993 = Vipera de stepă moldavă. A fost inițial considerată de Ion E. Fuhn ca fiind un hibrid între Vipera ursinii renardi și Vipera ursinii rakosiensis (Vipera ursinii rákosiensis ↔  Vipera ursinii renardi)